# Brady (Texas)
Brady ist eine Stadt mit dem Status City und Sitz der Countyverwaltung (County Seat) im McCulloch County im Bundesstaat Texas der USA. Das U.S. Census Bureau hat bei der Volkszählung 2020 eine Einwohnerzahl von 5.118 ermittelt.

## Geographie
Brady liegt 110 Kilometer südöstlich von San Angelo und 180 Kilometer nordwestlich von Austin. Da Brady ziemlich genau im geographischen Zentrum des Bundesstaates Texas liegt, gibt sich der Ort den Spitznamen The Heart of Texas (Das Herz von Texas). Die Fernstraßen U.S. Highway 87, U.S. Highway 190 und U.S. Highway 283 verlaufen durch die Stadt.

## Geschichte
In den 1870er Jahren ließen sich Siedler in der Gegend nieder und nannten den Ort Brady City, in Anlehnung an den in der Nähe fließenden kleinen Fluss, den Brady Creek. Die Bewohner des McCulloch County wählten den Ort 1876 zum Verwaltungssitz. Mit dem Bau der Fort Worth and Rio Grande Railway entwickelte sich der Ort zu einem Warenumschlagsplatz. Bei der offiziellen Stadtgründung 1906 wurde der Name in Brady verkürzt. Hauptlebensgrundlage der Einwohner damals wie heute ist die Landwirtschaft, insbesondere die Verwertung von Produkten der Ziegen-, Schaf-, Rinder- und Geflügelhaltung.
Die historisch wertvollen Gebäude Mcculloch County Courthouse und Old McCulloch County Jail, ein ehemaliges Gefängnis sind in der Liste der Einträge im National Register of Historic Places im McCulloch County aufgeführt.

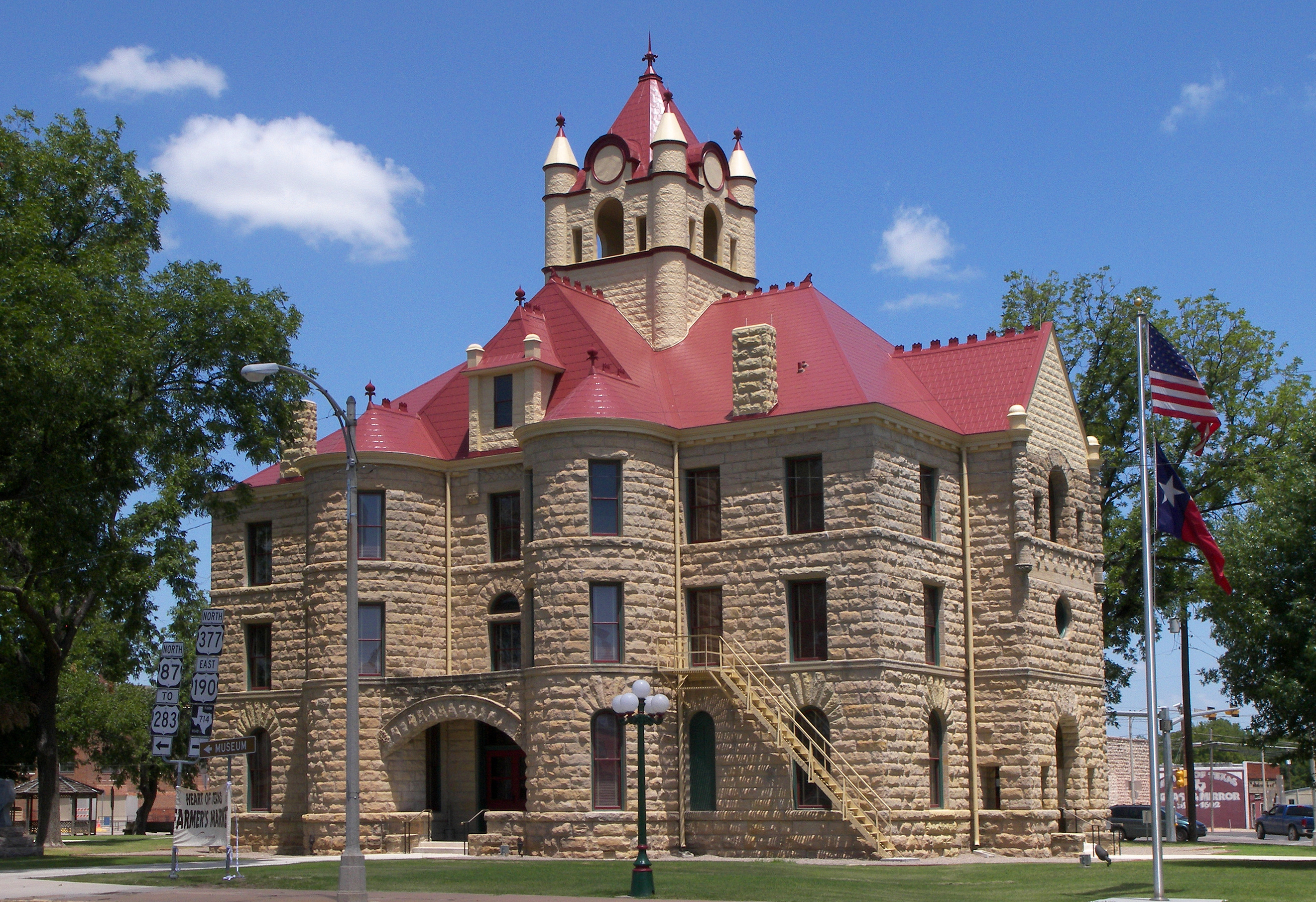
Mcculloch County Courthouse
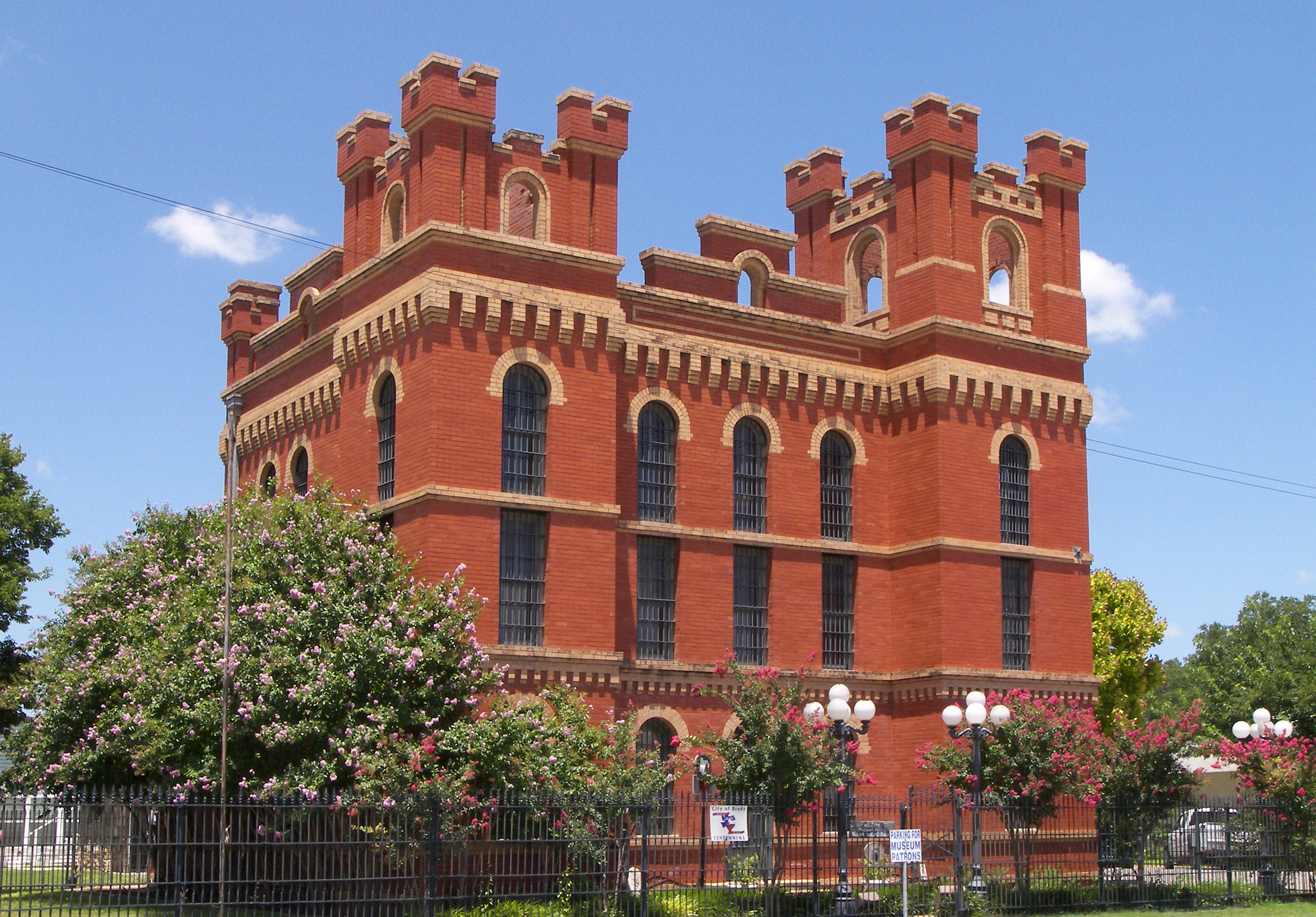
Old McCulloch County Jail

## Demografische Daten
Im Jahr 2013 wurde eine Einwohnerzahl von 5553 Personen ermittelt, was einer Abnahme um 0,5 % gegenüber 2000 entspricht. Das Durchschnittsalter lag 2013 mit 37,5 Jahren oberhalb des Wertes von Texas, der 34,0 Jahre betrug. 11,5 % der heutigen Bewohner gehen auf Einwanderer aus Deutschland zurück.